# Sara Wacklin
Sara Elisabeth Wacklin, född 26 maj 1790 i Uleåborg, död 28 januari 1846 i Stockholm, var en svensk lärare och författare. 

## Liv och verk
Sara Wacklin var dotter till stadsfiskalen i Uleåborg Zacharias Wacklin (1754–1793) och Katarina Uhlander (1759–1847). Hon tog lärarexamen i Paris 1835, eftersom det ännu inte var möjligt för kvinnor att göra det i Finland eller Sverige vid den tiden. Wacklin arbetade som guvernant och lärare på olika platser i 37 år, bland annat i Uleåborg, Åbo och Helsingfors. Hon var en pedagogisk pionjär i undervisningen av flickor och grundade fyra flickskolor, varav två brann ner. Den flickskola hon grundade i Helsingfors anses vara den första moderna flickskolan i Finland.
År 1843 pensionerade hon sig och flyttade till Stockholm, där hon först var bosatt på Bryggargränd 11. Senare flyttade hon till ett hus på Köpmangatan 12, som hon inköpte. Under Stockholmstiden skrev hon ned sina minnen från tiden före och under 1808–1809 års krig i Österbotten och Uleåborg. Böckerna innehåller en mängd konkreta detaljer och stark tidsfärg. De blev mycket populära och anknöt till en genre som då blivit populär. Även Samuel Ödmann och Erik Gustaf Geijer utgav sina minnen. Wacklins böcker har kommit ut i flera nyupplagor.
Mellan 1844 och 1846 ägde hon huset vid Skeppar Olofs gränd 1 i Gamla stan. En minnestavla uppsatt av staden Uleåborg 1971 påminner därom. 
Sara Wacklin dog 1846 i sviterna av lunginflammation.

## Bibliografi

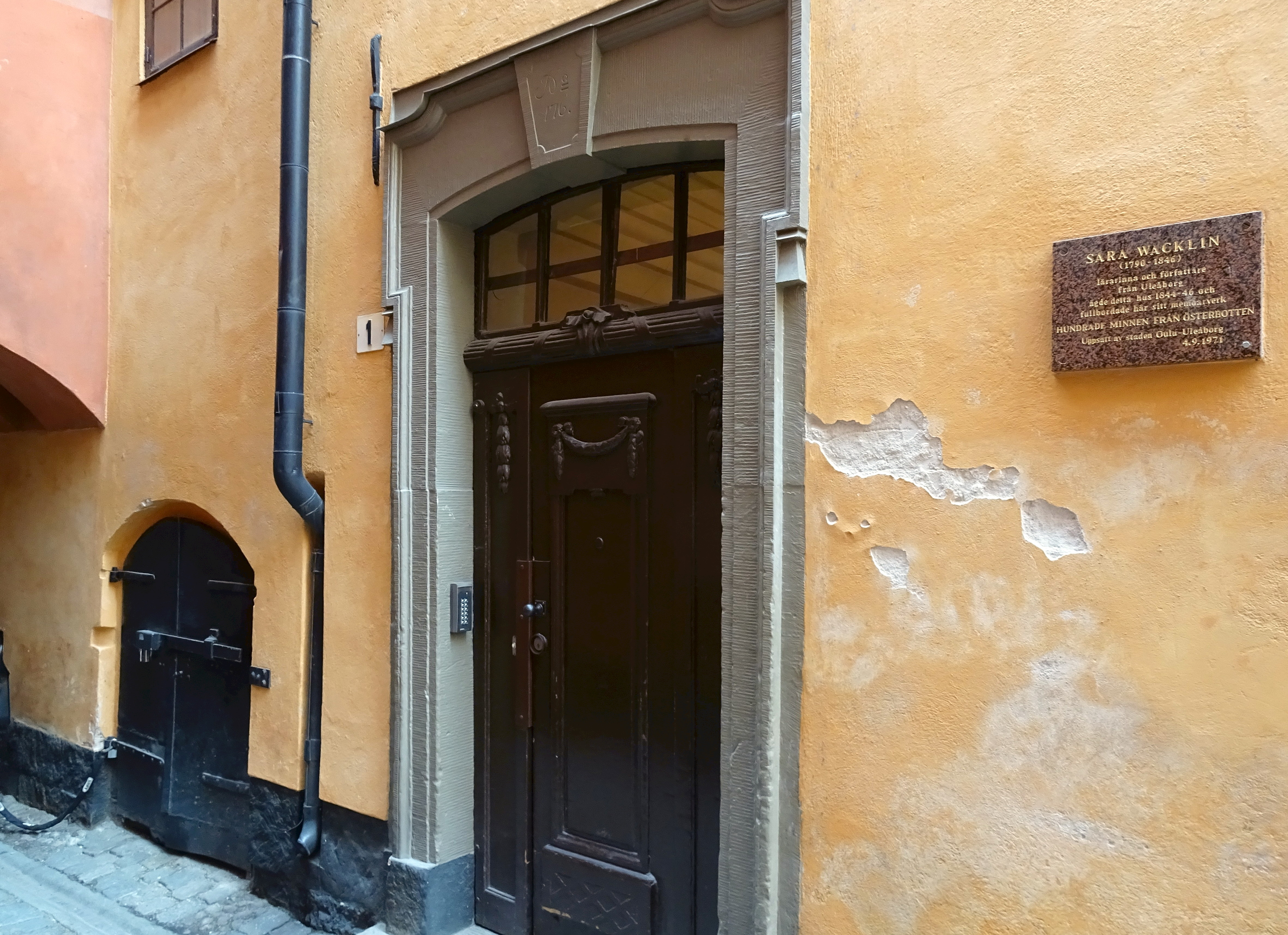
Skeppar Olofs gränd nr 1.